# D. A. Pennebaker
Donn Alan Pennebaker (Evanston, Illinois, 15 de juliol de 1925-Long Island, Nova York, 1 d'agost de 2019), més conegut com a D. A. Pennebaker, va ser un cineasta i documentalista estatunidenc considerat com un dels fundadors del moviment Cinéma Vérité. En 2012 va ser reconegut per la Acadèmia d'Arts i Ciències Cinematogràfiques amb un Oscar honorífic a tota la seva carrera professional.

## Carrera
Conegut com Penny pels seus amics, va ser fill del fotògraf comercial John Pennebaker i de Lucille Levick. Va estudiar enginyeria electrònica en la Universitat Yale i, després de servir a la Marina, va treballar un temps com a enginyer abans d'iniciar la seva carrera cinematogáfica.
Fortament influenciat pel cineasta Francis Thompson, va dirigir la seva primera pel·lícula Daybreak Express en 1953, poc més de cinc minuts amb música de Duke Ellington i imatges del Metro de Nova York en les quals barreja el gènere documental amb tècniques cinema experimental avantguardistes.
En 1959 va fundar Drew Associates juntament amb el director britànic Richard Leacock i Robert Drew, editor i corresponsal de la revista Life, des d'on produeixen nombrosos documentals per a ABC News i Time Life. El més important d'ells va ser Primary (1960), on es documenta les campanyes de John F. Kennedy i Hubert Humphrey per a les primàries del Partit Demòcrata en 1960. També van destacar Crisis (1963), crònica del conflicte entre Robert Kennedy i el governador d’Alabama, George Wallace, sobre la integració racial a l'escola.
En 1965, Albert Grossman, representant de Bob Dylan, ho va contractar perquè documentés la gira del seu representat per Anglaterra. El resultat va ser Dont Look Back (sense apòstrof en el títol original), considerat com un dels millors documentals de tots els temps i una fita tant per a la història tant del cinema com del rock. L'escena d'obertura de la pel·lícula —en la qual mentre sona Subterranean Homesick Blues es mostra a Dylan, dempeus en un carreró, exposant i rebutjant targetes amb diferents paraules i frases de la cançó— és considerada precursora dels actuals vídeos musicals.
En 1968 va presentar el documental Monterey Pop, on va recollir les mítiques interpretacions de The Jimi Hendrix Experience, Otis Redding, Janis Joplin, Jefferson Airplane o The Who durant el Festival Internacional de música Pop de Monterey celebrat al juny de 1967.
Durant els següents anys va continuar treballant per a grans artistes del rock, com John Lennon (a qui havia conegut a Anglaterra durant el rodatge de Dont Look Back), Little Richard o Jerry Lee Lewis. Un dels seus més destacats treballs en aquesta època és el film Ziggy Stardust and the Spiders from Mars (1973) que va realitzar per a David Bowie.
En 1976 va començar a col·laborar amb la documentalista Chris Hegedus, amb qui va contreure matrimoni en 1982. Al costat d'ella va filmar en 1992 The War Room, documental sobre la campanya de Bill Clinton a les eleccions presidencials estatunidenques que es va convertir en una de les seves obres més reconegudes i els va valer la nominació al Óscar al millor documental. El matrimoni va continuar produint un gran nombre de documentals a través de la seva pròpia companyia “Pennebaker Hegedus Films”.
En 2012 li va ser concedit l'Oscar honorífic per tota la seva trajectòria professional.

## Filmografia
- Daybreak Express (1953)
- Baby (1954)
- Opening in Moscow (1959)
- Breaking It Up at the Museum (1960)
- Anatomy of Cindy Fink (1960)
- Primary (1960)
- Jingle Bells (1964) amb Robert F. Kennedy
- You're Nobody Till Somebody Loves You (1964)
- Dont Look Back (1967, filmada en 1965) amb Bob Dylan
- Something Is Happening (inédita, filmada en 1966) ambn Bob Dylan
- Eat the Document (1966) amb Bob Dylan
- Monterey Pop (1968, filmada el 1967)
- Rainforest (1968)
- Sweet Toronto (1971, filmada 1969) amb The Plastic Ono Band
- Alice Cooper’’ (1970)
- Queen of Apollo’’ (1970)
- 1 PM (1971)
- Keep on Rockin' (1969) – sobre Little Richard
- Ziggy Stardust and the Spiders from Mars (1973) amb David Bowie
- The Energy War (1978)
- Town Bloody Hall (1979)
- DeLorean (1981) amb John DeLorean
- Jimi Plays Monterey (1986) amb Jimi Hendrix
- 101 (1989) amb Depeche Mode
- The War Room (1993)
- Woodstock Diary (1994)
- Keine Zeit (1996)
- Victoria Williams – Happy Come Home (1997) amb Victoria Williams
- Moon Over Buffalo (1997)
- Bessie (1998)
- Down from the Mountain (2000)
- Startup.com (2001)
- Elaine Stritch: At Liberty (2004)
- Only the Strong Survive (2003)
- Al Franken: God Spoke (2006) com a productor executiu
- Rock N Roll Music – sobre Chuck Berry
- 65 Revisited (2007) – documental d’una hora que acompanya la reedició de Dont Look Back
- Kings of Pastry (2009)

## Premis i distincions
Premis Oscar
| Any  | Categoria         | Pel·lícula   | Resultat |
| ---- | ----------------- | ------------ | -------- |
| 1994 | Millor documental | The War Room | Nominat  |